# جيمس جوزيف كوليدج
جيمس جوزيف كوليدج (1908-26 أبريل 1997)؛ هو مؤرخ بحري بريطاني، ومؤلف لكتاب سفن البحرية الملكية، وهو النموذج القياسي عن السفن القتالية التابعة للبحرية الملكية من القرن الخامس عشر إلى القرن العشرين.
كما كتب أيضًا كتاب سفن حربية في الحرب العالمية الثانية مع هنري تريفور لينتون، حيث أدرج السفن الحربية الملكية والكومنولثيَّة.